# Dominique Gisin
Dominique Gisin (Visp, 4 de junio de 1985) es una deportista suiza que compitió en esquí alpino; campeona olímpica en Sochi 2014. Su hermana Michelle compitió en el mismo deporte.

## Trayectoria
Participó en dos Juegos Olímpicos de Invierno, en los años 2010 y 2014, obteniendo una medalla de oro en Sochi 2014, en la prueba de descenso, y el quinto lugar en la combinada. 
En la Copa del Mundo consiguió tres victorias y siete podios en total.
Fue nombrada «Deportista femenina del año» en su país en 
2014.
Estudió Física en la Escuela Politécnica Federal de Zúrich. También obtuvo la licencia de piloto comercial. En octubre de 2018 se convirtió en directora ejecutiva de la fundación Schweizer Sporthilfe. Además, coopera voluntariamente como embajadora con la Cruz Roja suiza.

## Palmarés internacional
| Juegos Olímpicos | Juegos Olímpicos | Juegos Olímpicos | Juegos Olímpicos |
| Año              | Lugar            | Medalla          | Prueba           |
| ---------------- | ---------------- | ---------------- | ---------------- |
| 2014             | Sochi (Rusia)    | Medalla de oro   | Descenso         |